# Kameane, Bârzula
Kameane (în ucraineană Кам'яне) este un sat în comuna Savran din raionul Bârzula, regiunea Odesa, Ucraina.

## Demografie
Componența lingvistică a comunei Kameane
     Ucraineană (96,49%)
     Rusă (1,96%)
     Română (1,47%)
     Alte limbi (0,07%)
Conform recensământului din 2001, majoritatea populației comunei Kameane era vorbitoare de ucraineană (96,49%), existând în minoritate și vorbitori de rusă (1,96%) și română (1,47%).